# میک مک‌درموت (ورزشکار)
میک مک‌درموت (ورزشکار) (به انگلیسی: Mike McDermott (athlete)) (زادهٔ ۱۸ ژانویهٔ ۱۸۹۳) شناگر اهل ایالات متحده آمریکا است.